# Fred Warner
Pour les articles homonymes, voir Warner.
(en) Statistiques sur pro-football-reference
Federico Anthony "Fred" Warner, né le 19 novembre 1996 à San Marcos (Californie), est un sportif professionnel américain de football américain jouant au poste de linebacker pour la franchise des 49ers de San Francisco dans la National Football League (NFL) depuis la saison 2018 .
Au niveau universitaire, il a joué pendant quatre saisons pour les Cougars de l'université Brigham-Young dans la NCAA Division I FBS avant d'être sélectionné lors du 3e tour de la draft 2018 de la NFL par la franchise des 49ers.

## Biographie

### Jeunesse
Né à San Marcos en Californie, Fred Warner est l'ainé de deux fils et une fille,, . Ses parents, Laura et Fred Senior se séparent lorsqu'il est encore jeune. Les enfants sont élevés par la mère.
Après avoir pratiqué différents sports, Warner commence à jouer au football américain dès l'âge de 7 ans. Bien qu'admirant plusieurs joueurs des Chargers de Los Angeles, il est comme son père, fan des Cowboys de Dallas.
Scolarisé au lycée Mission Hills, Warner joue au poste de linebacker dans l'équipe de football américain où on lui reconnait des qualités en tant que linebacker extérieur. Par la suite, il est désigné meilleur joueur défensif de l'année de la section de San Diego.
Fred Warner est élevé dans l'Église de Jésus-Christ des saints des derniers jours. Il fait part de ses ambitions en football américain à un membre de sa congrégation qui était diplômé de l'université Brigham-Young (membre de l'Église de Jésus-Christ des saints des derniers jours). Avec son aide il démontre ses qualités à l'ancien linebacker NFL et entraîneur NCAA Kelly Poppinga (en) qui devient par la suite son agent principal.